# Héronchelles
Héronchelles är en kommun i departementet Seine-Maritime i regionen Normandie i norra Frankrike. Kommunen ligger i kantonen Buchy som tillhör arrondissementet Rouen. År 2022 hade Héronchelles 145 invånare.

## Befolkningsutveckling
Antalet invånare i kommunen Héronchelles
| Referens: INSEE |